# Усть-Невинский
Усть-Неви́нский — хутор в Кочубеевском районе (муниципальном округе) Ставропольского края России.

## География
Расстояние до краевого центра: 56 км.
Расстояние до районного центра: 19 км.
На территории хутора имеются два облагороженных родника: один возле средней образовательной школы, второй возле реки Невинка по улице Набережная. Химический и вкусовой состав воды различный.
По территории хутора протекают две реки: Кубань и Невинка.

## История
Дата основания: 20-е годы XIX века. В Кубанском календаре на 1916 год указано, что хутор находился в Баталпашинском отделе и обслуживался Невинномысским почтовым отделением.
До 16 марта 2020 года хутор был административным центром упразднённого Усть-Невинского сельсовета.

## Население
| 1989 | 2002 | 2010 | 2014 |
| ---- | ---- | ---- | ---- |
| 595  | ↗779 | ↗789 | ↘700 |

По данным переписи 2002 года в национальной структуре населения преобладают русские (89 %).

## Инфраструктура
- Культурно-досуговый центр. Открыт 1 августа 1965 года как Сотниковский сельский Дом культуры[7]
- Фельдшерско-акушерский пункт[8]
- Почтовое отделение 357028 по адресу ул. Набережная 69Б.
- Пожарная часть 134

## Образование
- Детский сад № 40 «Незабудка»
- Средняя общеобразовательная школа № 23

## Памятники
- Могила неизвестного советского офицера, погибшего при освобождении хутора от фашистских захватчиков. 1943, 1948 года[9]

## Кладбища
В районе дома № 59а по улице Набережной расположено общественное открытое кладбище площадью 3 тыс. м².